# إيدن غالاغر
إيدان غالاغر (بالإنجليزية: Aidan Gallagher) (من مواليد 18 سبتمبر 2003) هو ممثل أمريكي , كان دوره الرئيسي الأول هو تصوير أحد الأربعة التوأم نيكي هاربر في المسلسل التلفزيوني نيكي وريكي وديكي ودون
بدأ إيدن غالاغر في تصوير مسلسل أكاديمية المظلة في 2019 على " نتفلكس "بدور الرقم 5 وكان دوره الرائع سبب في جلب شهرته الواسعة [بحاجة لمصدر]

## المهنة
ظهر غالاغر لأول مرة في دور ثانوي عام 2013 في حلقة من العائلة الحديثة . وكان في الفلم القصير you & me وأيضاً كان في برنامج jacked up على قناة CBS التلفزيونية والذي لم يتم تصويره ولم يتم بثه مطلقاً . ثم حصل على دور رئيسي في نيكي وريكي وديكي ودون لنيكلودين بدور نيكي هاربر والذي تم ترشيحه لنجم التلفزيون المفضل في حفل جوائز Nickelodeon Kids 'Choice Awards في عامي 2016 و 2017 كان في العرض لمدة أربع مواسم حتى أنتهى في 2018.
في عام 2017 قام غالاغر بتمثيل دور رقم خمسة في مسلسل أكاديمية المظلة والذي تم إصداره في 2019 على شبكة نتفلكس

## الحياة الشخصية
ينشط غالاغر في القضايا البيئية و التغير المناخي , وقد عمل كمدافع و ممثل عن الشباب لعدد من المنظمات البيئية بما في ذلك Waterkeeper Alliance وWildAid و
Oceanic Preservation Society تم تعينه سفيراً للأمم المتحدة للنوايا الحسنة للبيئة أمريكا الشمالية في عام 2018 عندما كان في الرابعة عشر من عمره , وهو أحد أصغر سفراء الأمم المتحدة لنوايا الحسنة على الإطلاق
تمت اضافته في تقرير مجلة Variety's تأثير شباب هوليوود في عام 2018.
يعتنق غاغلار الديانة اليهودية و يتبع النظام الغذائي النباتي (vegan).

## روابط خارجية
- إيدن غالاغر على موقع IMDb (الإنجليزية)
- إيدن غالاغر على موقع روتن توميتوز (الإنجليزية)
- إيدن غالاغر على موقع ألو سيني (الفرنسية)
- إيدن غالاغر على موقع قاعدة بيانات الفيلم (الإنجليزية)
- إيدن غالاغر على موقع كينوبويسك (الروسية)